# Геловани, Виктор Арчилович
Виктор Арчилович Геловани (родился 8 октября 1944 года, Николаев) — советский и российский учёный, специалист в области прикладной математики, вычислительной техники, математического моделирования. Академик РАН, доктор технических наук.

## Вехи биографии
- В 1961 г. окончил среднюю школу № 1 г. Севастополя.
- В 1967 г. окончил факультет аэрофизики и космических исследований Московского физико-технического института.
- 1971 г. — кандидат физико-математических наук (тема «Навигация и управление космическим летательным аппаратом на траектории спуска в атмосфере Земли с орбиты искусственного спутника»)[2]
- 1973—1975 гг. — старший научный сотрудник, заведующий лабораторией Института проблем управления АН СССР, г. Москва (работы в области моделирования и управления региональным развитием)
- 1975—до настоящего времени — заведующий отделом Института системного анализа РАН (ранее ВНИИСИ АН СССР и ГКНТ СССР), г. Москва. Разработка моделей и методов человеко-машинного моделирования сложных систем для оценки альтернатив сложных крупномасштабных решений
- 1980 г. — доктор технических наук (тема «Системный анализ развития социально-экономических объектов странового и регионального уровня»)
- 1987 г. — член-корреспондент АН СССР. Работы по системному анализу и математическому моделированию сложных технических и социально-экономических объектов
- 1993 г. — член Комитета по Государственным премиям при Президенте Российской Федерации в сфере науки и техники.[3]
- 1997 г. — академик РАН, Член Научного совета РАН «Математическое моделирование», Комитета по системному анализу РАН, Совета директоров Международного фонда развития интеллектуальных ресурсов, Исполкома Международной Ассоциации исследовательских центров по изучению природных ресурсов, Комитета по государственным премиям России при Президиуме РФ в области науки и техники.

## Семья
Отец — Геловани, Арчил Викторович — советский военачальник, маршал инженерных войск. Мать — Алхазишвили, Кето Владимировна — врач, хирург.
Супруга — Анджапаридзе-Геловани, Нана Александровна — врач, кардиолог. Сын — Геловани, Арчил — российский предприниматель, кинопродюсер.

## Научные исследования
Большой цикл научных работ В. А. Геловани был посвящён исследованию проблем стабильности в мире, в частности, проблеме ядерного разоружения. Разработаны модели оценки состояний стабильности, паритета, превосходства и их динамики.
Широко известны работы В. А. Геловани в области искусственного интеллекта, в частности, по экспертным системам в области медицины.
Всего Геловани опубликовано более 150 научных работ в российских и зарубежных изданиях по тематике информатики, математического моделирования искусственного интеллекта в различных прикладных областях знаний, включая монографии.

## Основные публикации
- Проблемы компьютерного моделирования (Москва, 1989),
- Экспертные системы. Опыт проектирования (Москва, 1990, в соавт.),
- Геловани В. А., Пионтковский А. А. Эволюция концепций стратегической стабильности. Ядерное оружие в XX и XXI веке (Москва, 1997),
- Интеллектуальные системы поддержки принятия решений в нештатных ситуациях с использованием современной информационной технологии (Москва, 2001, в соавт.),
- Высокомощные диодные лазеры нового типа (Москва, 2005, в соавт.).
- Россия в мировой системе (1990—2022) // Прогноз и моделирование кризисов и мировой динамики Архивная копия от 20 ноября 2012 на Wayback Machine / Отв. ред. А. А. Акаев, А. В. Коротаев, Г. Г. Малинецкий. М.: Издательство ЛКИ/URSS (ISBN 978-5-382-01004-5). С. 172—188.